# Erastria albosignata
Erastria albosignata är en fjärilsart som beskrevs av Walker 1862. Erastria albosignata ingår i släktet Erastria och familjen mätare. Inga underarter finns listade i Catalogue of Life.